# نيس (النرويج)
نيس (بالنرويجية: Nes)‏ هي إِحدى بلدات مُحافَظة بوسكرود شماليّ غرب العاصِمة أُوسلُو، مملكة النُروِيج. وتبلُغ مِساحتها حوالي (810 كم²)، ويصلُّ عدد سُكّانها نحوِ 3337 نَسَمَة.

## صور

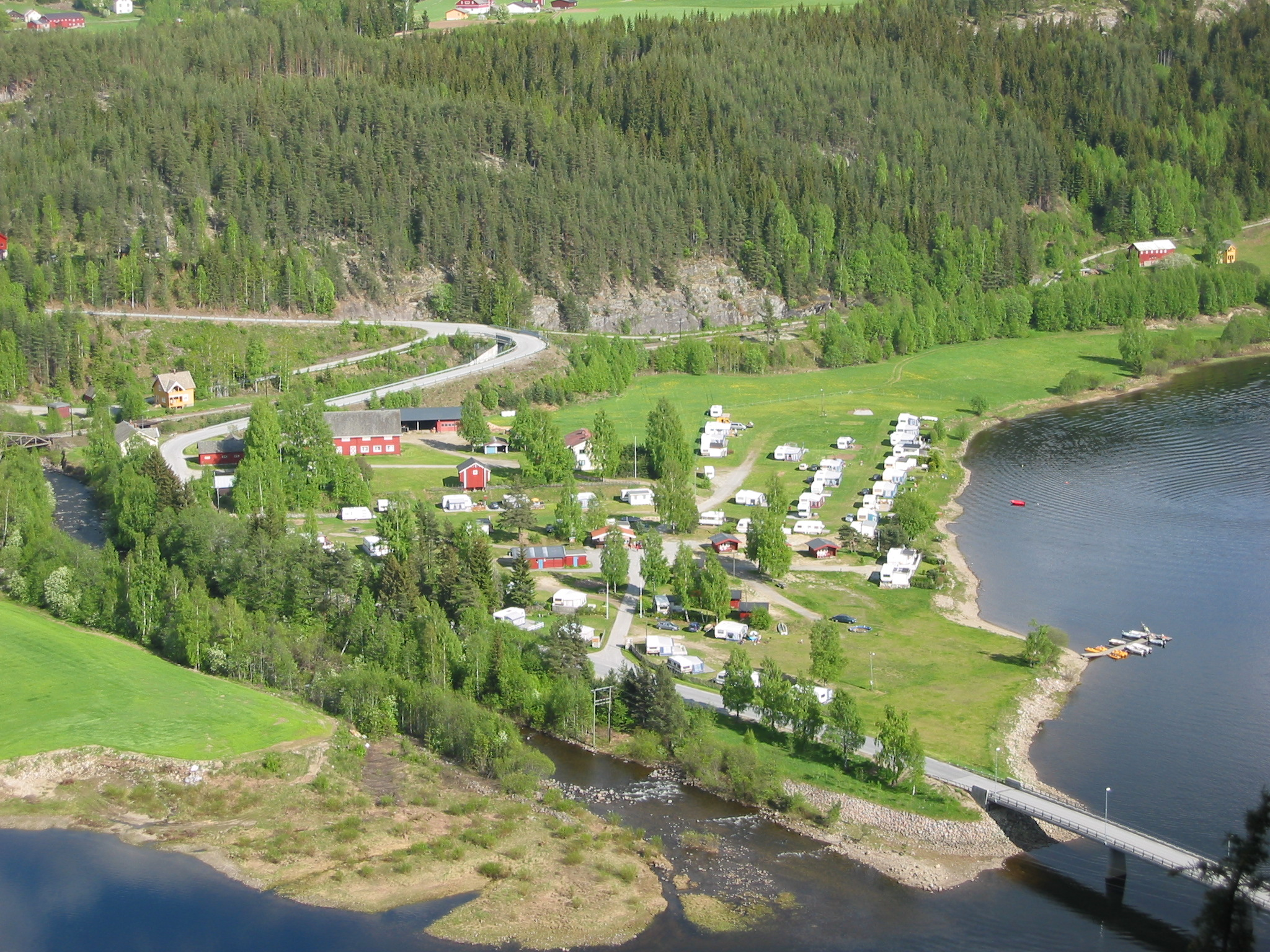
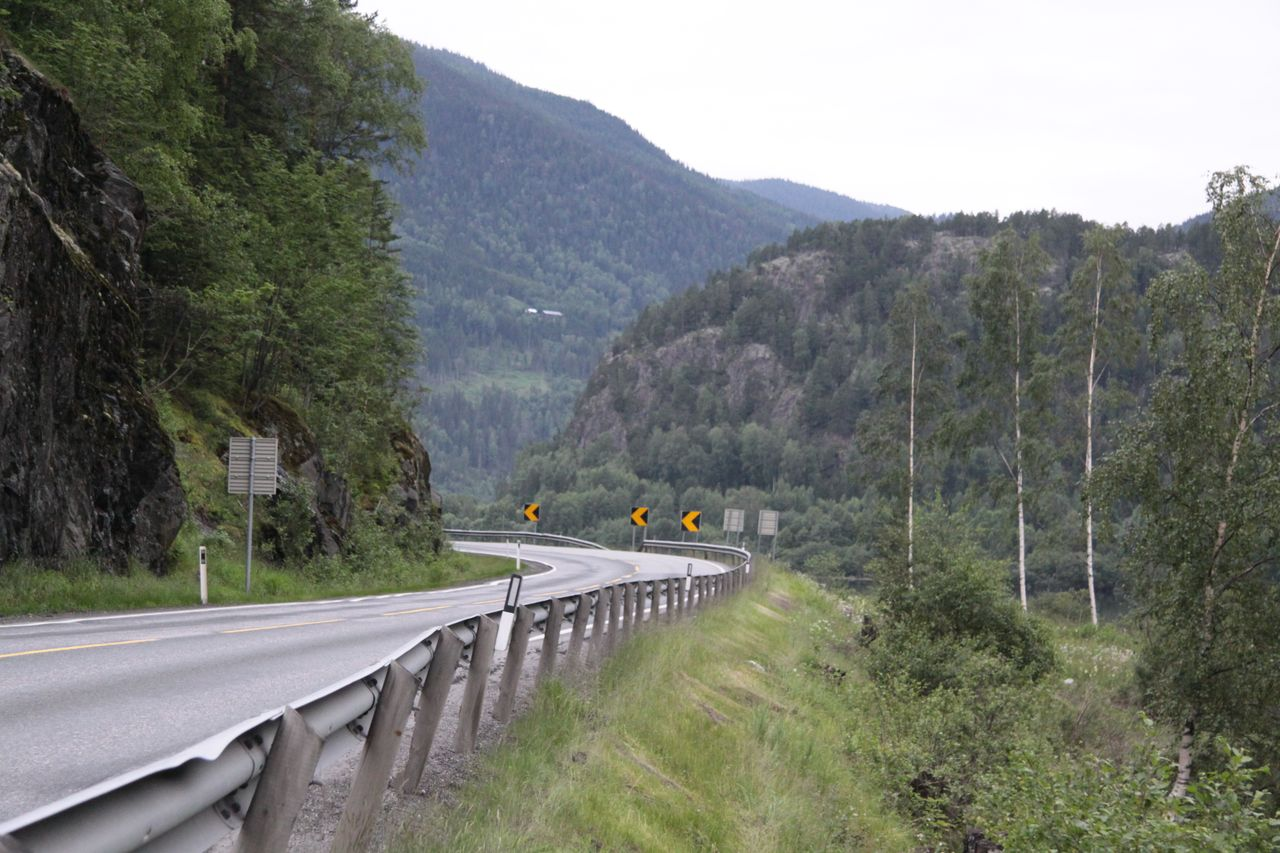
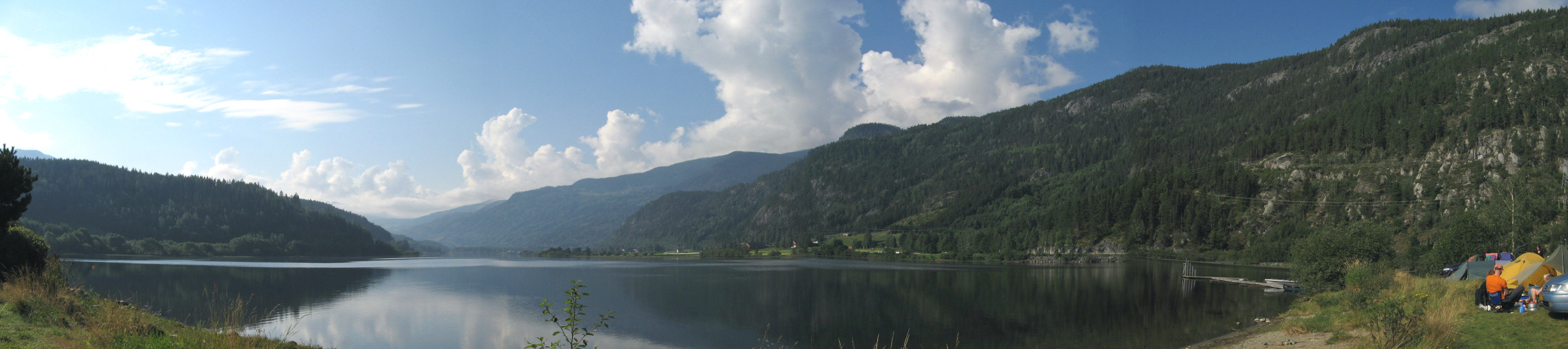

## روابط خارجية
- الموقع الرسميّ (باللُغة النُروِيجية).
- المَوسُوعةُ النُروِيجية الكُبرى (باللُغة النُروِيجية).